# Josef Scheungraber
Josef Eduard Scheungraber (ur. 8 września 1918, zm. 22 lipca 2015 w Ottobrunn) −  porucznik oddziałów górskich Wehrmachtu i przedsiębiorca. Sąd krajowy w Monachium uznał za udowodnione, że podczas II wojny światowej brał on udział w zamordowaniu dziesięciu włoskich cywilów, i skazał go 11 sierpnia 2009 na dożywotnie pozbawienie wolności. Za udział w masakrze w Toskanii, w której zginęło łącznie czternastu cywilów, w 2006 roku po procesie bez jego udziału przed włoskim sądem został również skazany na dożywotnie pozbawienie wolności.

## Kariera w Wehrmachcie
Z zawodu stolarz. W 1937 zgłosił się na ochotnika do 1. dywizji górskiej w Mittenwaldzie. Podczas wojny walczył m.in. w Polsce, Francji, Rosji i na Krecie. W 1942 na Kaukazie doznał ciężkich obrażeń głowy podczas wybuchu miny. Odznaczony Krzyżem Żelaznym I i II klasy oraz szpangą za walkę wręcz. Po rekonwalescencji w stopniu porucznika przeniesiony na własne życzenie jako dowódca kompanii do 818. górskiego batalionu saperów we Włoszech. Przez pewien czas był ordynansem dowódcy sił niemieckich we Włoszech marszałka Alberta Kesselringa. Według własnych wspomnień, pod koniec 1943 roku brał udział w zajmowaniu klasztoru na Monte Cassino.

## Odpowiedzialność za zbrodnie wojenne
Dzień po ataku partyzantów 26 czerwca 1944, podczas którego zginęło dwóch saperów z batalionu Scheungrabera, żołnierze 1. kompanii tego batalionu rozstrzelali na ulicy w Falzano di Cortona, niedaleko Arezzo, trzech mężczyzn i 74-letnią kobietę. Dokonali tego wiedząc, że w tym czasie partyzantów już nie było w pobliżu. Z grupy pojmanych osób dwie puszczono wolno, a jedenastu mężczyzn w wieku od 15 do 66 lat zamknięto w wiejskim domu, który następnie wysadzono w powietrze. Po eksplozji żołnierze strzelali w kierunku ruin. Masakrę przeżył piętnastoletni chłopak. Scheungraber był szefem kompanii i miał wydać rozkaz odwetu kierując się chęcią zemsty.

## Po wojnie
Scheungraber po wojnie mieszkał w Ottobrunn pod Monachium, gdzie prowadził stolarnię i sklep meblowy. Był honorowym dowódcą straży pożarnej i przez 20 lat członkiem rady gminy. W 2005 otrzymał medal (Bürgermedaille) za szczególne zasługi.